# Fortunée Hamelin
Jeanne Geneviève Fortunée Lormier-Lagrave Hamelin, conosciuta anche come Madame Hamelin (Santo Domingo, 1776 – Parigi, 29 aprile 1851), fu una salottiera francese nota come "femme d'esprit" ", spregiudicata "Meravigliosa" durante il periodo del Direttorio.

## Biografia
Nata negli ambienti della finanza dell'Ancien Régime, Fortunée Hamelin era la figlia di Madame Lormier, nata Prévost. Separata dal marito, Madame Lormier aveva parteggiato per i fautori della Rivoluzione e si era stabilita presso l'attuale palazzo Bourrienne, in rue d'Hauteville a Parigi, dove la giovane Fortunée teneva banco al tavolo da gioco dove ebbe modo di conoscere Barras e Fouché.
Passata indenne dalla Rivoluzione e dal Terrore, Fortunée sposò il nipote del Controllore delle finanze, Romain Hamlin, che accompagnò a Milano dove conobbe Joséphine de Beauharnais, creola come lei, e Laure Regnaud de Saint-Jean d'Angély che divenne la sua più fedele amica.
Anche se Fortunée non ebbe la stessa fama d'una Madame Tallien o di una Madame Récamier, fu tuttavia una donna fuori dal comune. Con la sua intelligenza ancor più che con la sua bellezza sedusse e influenzò più di un eminente personaggio, da Napoleone Bonaparte a Napoleone III, da Talleyrand al duca di Choisel, da Chateaubriand a Victor Hugo. Madame Hamlin frequentò - dalla Rivoluzione sino al Secondo Impero - importanti personalità politiche, militari, letterarie e artistiche che furono ospiti del suo salotto. Fra le altre Hortense Allart de Méritens (1801 –1879), scrittrice, saggista e femminista francese che scriveva a George Sand di aver discusso di filosofia nel salotto di Madame Hamlin che aveva trovato assai piacevole sia fisicamente che intellettualmente.
La notorietà di Madame Hamlin crebbe durante il Direttorio quando divenne nota come una spregiudicata Merveilleuse che suscitò scandalo passeggiando «nei giardini pubblici completamente nuda, avvolta solo in uno scialle velato.»
La sua tomba è posta nel cimitero di Père-Lachaise a Parigi.
Ha lasciato scritto un epistolario interessante per la descrizione dei costumi dell'epoca e dei maneggi politici al tempo del Direttorio.